# Il guardiano (film 1999)
Il guardiano è un film del 1999 diretto da Egidio Eronico.

## Trama
Vittorio D'Andrea, uomo ormai maturo, tiene sequestrata nella cantina di un casolare di campagna una ragazza che mostra evidenti segni di disturbi psichici. Lui prepara da mangiare, stira, cuce, va al bar del paese vicino e lascia lei chiusa in stanza. Torna, prepara l'acqua per il bagno, la lascia sola. Lei certe volte scambia impressioni e battute, fa alcune richieste, certe altre cade preda di attacchi e crisi depressive, urla, si dispera, si difende. Vittorio, quando va in paese, fa strani incontri, osserva un anziano che parla di donne conosciute in passato, vede un uomo che seppellisce il proprio padre. Un giorno, quando lui non c'è, passano le guardie forestali, da una feritoia scoprono la presenza della ragazza. Arriva la polizia e arresta Vittorio che, messo alle strette, confessa: Francesca, la ragazza, è sua figlia. Quando la moglie è morta, lui ha capito della malattia che incombeva sulla ragazza, più volte violentata e difficile da curare. Quello del sequestro è uno stratagemma trovato per tenere la figlia chiusa. Vittorio è accusato di sequestro di persona e incarcerato. Francesca scappa, lui in seguito la cerca. Di notte, viene ferito da alcuni albanesi che gli chiedono soldi. Uscito dall'ospedale, torna al casolare. Francesca è lì e gli chiede: "Hanno pagato? Ora sono libera?".

## Produzione
Il film è stato prodotto dalla Gam Films.

## Distribuzione
La pellicola è stata distribuita in Italia il 24 giugno 1999.